# Venezzia
Venezzia é um filme venezuelano, dirigido por Haik Gazarian e protagonizado pela atriz venezuelana Ruddy Rodríguez e o ator mexicano Alfonso Herrera. Venezzia está baseado em uma história real que ocorreu na Venezuela em 1942 durante a Segunda Guerra Mundial, onde se mistura a espionagem com uma relação amorosa triangular.
O filme foi exibido pela primeira vez no Brasil em outubro de 2013, no canal de assinatura Cinemax.

## Sinopse
Em 1942, os Nazistas conseguem afundar vários tanqueiros nas Caraíbas que forneciam combustível aos aliados durante a Segunda Guerra Mundial. Para garantir esse fornecimento, o Exército de EU manda a Venezuela a Frank (Alfonso Herrera), um técnico em comunicações que ver-se-á envolvido em um triángulo amoroso com Venezzia (Ruddy Rodriguez) a esposa de um capitão venezuelano. Venezzia, uma história de amor situada dentro de factos históricos.

## Elenco
- Alfonso Herrera como Frank Moore
- Ruddy Rodríguez como Venezzia
- Johanna Morales como Angela
- Valentina Rendón como Graciela
- Rafael Romero como Enrique
- William Goite como Eduardo
- Guillermo García como Mayor Manny Diaz
- Maleja Restrepo como Isabel Nuñez de Diaz
- Santiago Cepeda como Carlomagno
- Rita Bendeck como Tomasa
- Alejandra Azcarate como Estefania
- Felix Antequera como Nicolas

## Prêmios
Premio El Universo del Espectáculo 2009, na Venezuela.
| Ano  | Categoria      | Indicado        | Resultado |
| ---- | -------------- | --------------- | --------- |
| 2009 | Melhor Filme   | Melhor Filme    | Venceu    |
| 2009 | Melhor Roteiro | Melhor Roteiro  | Venceu    |
| 2009 | Melhor Diretor | Haik Gazarian   | Venceu    |
| 2009 | Melhor Atriz   | Ruddy Rodríguez | Venceu    |
| 2009 | Melhor Ator    | Rafael Romero   | Venceu    |

Premio AFFMA International Film Festival 2009, Los Angeles.
| Ano  | Categoria      |                | Resultado |
| ---- | -------------- | -------------- | --------- |
| 2009 | Melhor Filme   | Melhor Filme   | Venceu    |
| 2009 | Melhor Roteiro | Melhor Roteiro | Venceu    |

Silver Lei Award en el Honolulu Film Festival 2010, Hawái.
| Ano  | Categoria            |                      | Resultado |
| ---- | -------------------- | -------------------- | --------- |
| 2009 | Excelência no Cinema | Excelência no Cinema | Venceu    |

Festival Internacional de Cine de Canadá 2010.
| Ano  | Categoria   | Indicado        | Resultado |
| ---- | ----------- | --------------- | --------- |
| 2009 | Melhor Ator | Alfonso Herrera | Venceu    |

Sonoma International Film Festival 2010, California.
| Ano  | Categoria                |                          | Resultado |
| ---- | ------------------------ | ------------------------ | --------- |
| 2009 | Melhor Filme Estrangeiro | Melhor Filme Estrangeiro | Venceu    |

Amsterdam Film Festival 2010.
| Ano  | Categoria                       |                                 | Resultado |
| ---- | ------------------------------- | ------------------------------- | --------- |
| 2009 | Melhor Longa-metragem Romântica | Melhor Longa-metragem Romântica | Venceu    |

## Países
O filme foi exibido ou tem sua estreia marcada para os seguintes países:
- Venezuela
- Colômbia
- México
- Equador
- Panamá
- Brasil